# 滝山東照宮
滝山東照宮（たきさん とうしょうぐう）は、愛知県岡崎市滝町にある神社（東照宮）。日光、久能山と並ぶ日本三大東照宮の一つとされることがある。
江戸時代に滝山寺の境内に創建されたため、滝山寺に隣接している。

## 歴史
正保元年（1644年）10月18日、第3代将軍の徳川家光は、酒井忠勝、阿部忠秋、阿部重次を召して、大樹寺に東照宮を造営するよう命じた。11月初め、松平正綱と大工頭の木原義久が土地点検のため岡崎に遣わされるが、結局、東照宮は大樹寺内には造営されず、滝山寺に造営されることとなった。正保2年（1645年）5月13日、竹中左京亮重常が造営奉行に任ぜられて工事が始まった。正保3年（1646年）8月に完成。9月15日に正遷宮が、9月17日に法要が営まれた。12月17日、滝山寺に所領が寄附され、東照宮領とあわせて612石とされた。学頭職には青竜院亮俊が就いた
創建以来、滝山寺が別当職を兼務（別当寺）してきたが、1873年（明治6年）の神仏分離により、滝山寺の運営から独立して独自の神官が選任され、無格社に列せられた。
1917年（大正5年）、附近の白山社、日吉社を合祀して社名を常磐神社と改め、村社に昇格した。1924年（大正12年）にはさらに稲荷社、若一皇子社、荒神社、神明社を合祀した。
1953年（昭和28年）11月、本殿ほかが国の重要文化財に指定された。
1954年（昭和29年）8月17日、社名をかつての滝山東照宮に戻した。1969年（昭和44年）より社殿の復元・大修理が行われ、1971年（昭和46年）に完工した。

## ギャラリー
- 拝殿
- 本殿
- 石鳥居
- 日吉山王社本殿（修復前）
- 日吉山王社本殿（2021年（令和3年）3月修復）

## 文化財

### 建造物
重要文化財
- 滝山東照宮 5棟 - 以下5棟は正保3年（1646年）の建立
  - 本殿[3]
  - 拝殿・幣殿（合1棟）[4]
  - 中門[5]
  - 鳥居[6]
  - 水屋[7]
  - （附指定）厨子1基、石柵6所、銅燈籠2基、棟札1枚

### 美術工芸品
重要文化財
- 太刀（銘:正恒）[8] - 糸巻太刀拵が附属、徳川家光奉納
- 太刀（銘:長光）[9] - 糸巻太刀拵が附属、徳川家綱奉納

岡崎市指定文化財
- 板地著色三十六歌仙図扁額 狩野探幽筆[10]

## 日吉山王社本殿

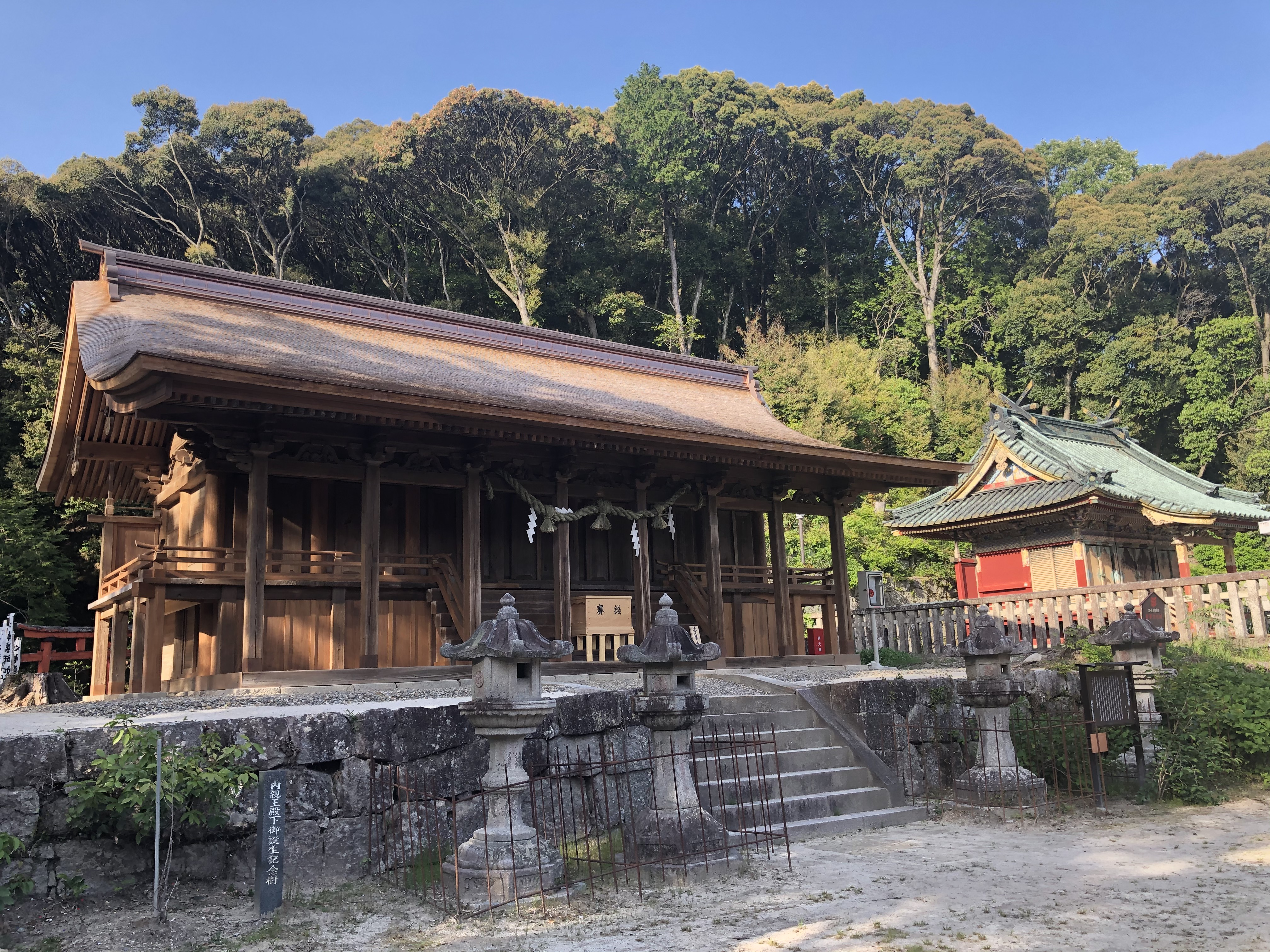
日吉山王社本殿

滝山寺本堂の北側に「日吉山王社本殿」がある。七間社流造、桟瓦葺（元檜皮葺）。1608年に徳川家康が建てたと伝えられる。内陣の造りが七間社以上の流造にみられる連結方式ではなく、身舎を横長一室の内陣として奥に簡素な祭壇を設けている点を特徴とする。
2006年（平成18年）12月21日、岡崎市指定文化財に指定された。
老朽化で雨漏りし腐食も進んでいたことから、2019年（平成31年）4月に修復工事が着工。2021年（令和3年）3月、薄い板を重ねた「こけらぶき」屋根の本殿が完成。同年5月2日、竣工式が開催され、宮田亮平元文化庁長官が出席した。

## 交通アクセス
- 名鉄名古屋本線 東岡崎駅から車で約15分。